# 梵蒂冈囚徒
意大利統一战争后，自1870年至1929年，因意大利占据罗马城，教宗退守宗座宮，以示对意大利吞并教宗国的抗议。
1870年9月20日，教宗国的首都罗马被意大利王国攻陷，教宗的正式宫殿奎里纳尔宫也成为意大利王宫。这宣告了教宗对意大利中部千年统治结束，教宗国灭亡，罗马成为意大利新首都。教宗庇護九世自称“梵蒂冈囚徒”（義大利語：prigioniero del Vaticano）以示抗议，罗马城的陷落使“梵蒂冈之囚”的称号也为庇护九世的继承人所使用，直至庇護十一世为止。
在梵蒂冈之囚期间，教宗的活动范围最远只到聖伯多祿大殿入口，也不能巡幸其主教教堂拉特朗圣若望大殿。

## 背景
19世纪，民族主義运动席卷意大利半島，意大利統一进程在一定程度上受到了以罗马城为中心的教宗国的阻挠。教宗对像法国和奧地利帝國这样的对羅馬教廷友好的欧洲列强施加影响力，從而使教宗国多次击退进犯。
但罗马城最终仍然陷落，而此时新的意大利政府提出让教宗保留利奧城牆，以延续教宗国，但被庇护九世拒绝。于是在罗马被攻克一周之后，意大利军队占领了除宗座宮之外的罗马全城。罗马城的人民投票决定加入意大利。
在此后的59年时间里，教宗们始终拒绝离开梵蒂冈，拒绝承认意大利王国对罗马全城的主權並將義大利國王維托里奧·埃馬努埃萊二世絕罰。教宗们亦拒绝现身于聖伯多祿廣場和聖伯多祿大殿面向广场的阳台上，因为该广场已经为意大利军队所占领。教宗的致辞都改在面向庭院的阳台或大殿内进行，加冕仪式都在西斯汀小堂举行。

## 结束
1929年，意大利王国政府与聖座为解决“罗马问题”而签订《拉特朗条约》订立。梵蒂冈城国由此建立，“梵蒂冈之囚”时期也就此结束。